# Astoria Szálló (Nagyvárad)
A nagyváradi Astoria Szálló (románul Hotel Astoria, korábban EMKE Szálló), más néven Sztarill-palota  műemlék épület Romániában, Bihar megyében. A romániai műemlékek jegyzékében a BH-II-m-B-01082 sorszámon szerepel. Jelenleg négycsillagos szálloda.

## Története
Eredetileg lakóháznak épült 1902-ben egy saroktelken. A földszinten működött a híres EMKE kávéház, az emeleteken lakások voltak. 1904-ben újabb résszel bővült a ház a Szalárdi utca felé. Az EMKE kávéházban ismerte meg Ady Endre Lédát, és itt alakult meg 1908-ban a Holnap Irodalmi Társaság. Az 1930-as években alakították át az épületet szállodává és ekkor vette fel az „Astoria” nevet is. A második világháború alatt ismét bérlakásokként hasznosították az épületet. A földszinten rövidáruüzlet, majd kiállítóterem létesült. 1975-ben nyílt meg másodszor is mint szálloda.

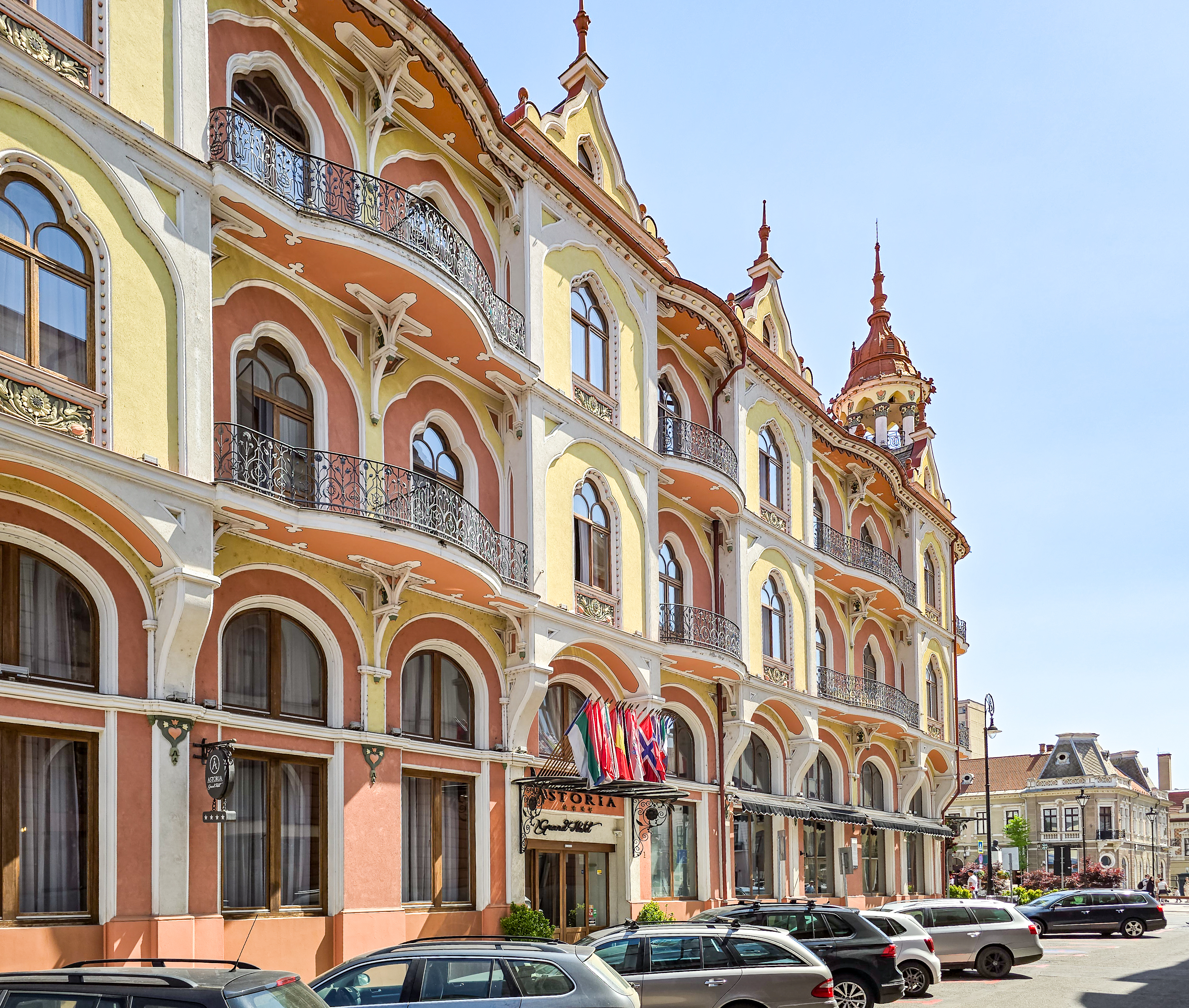
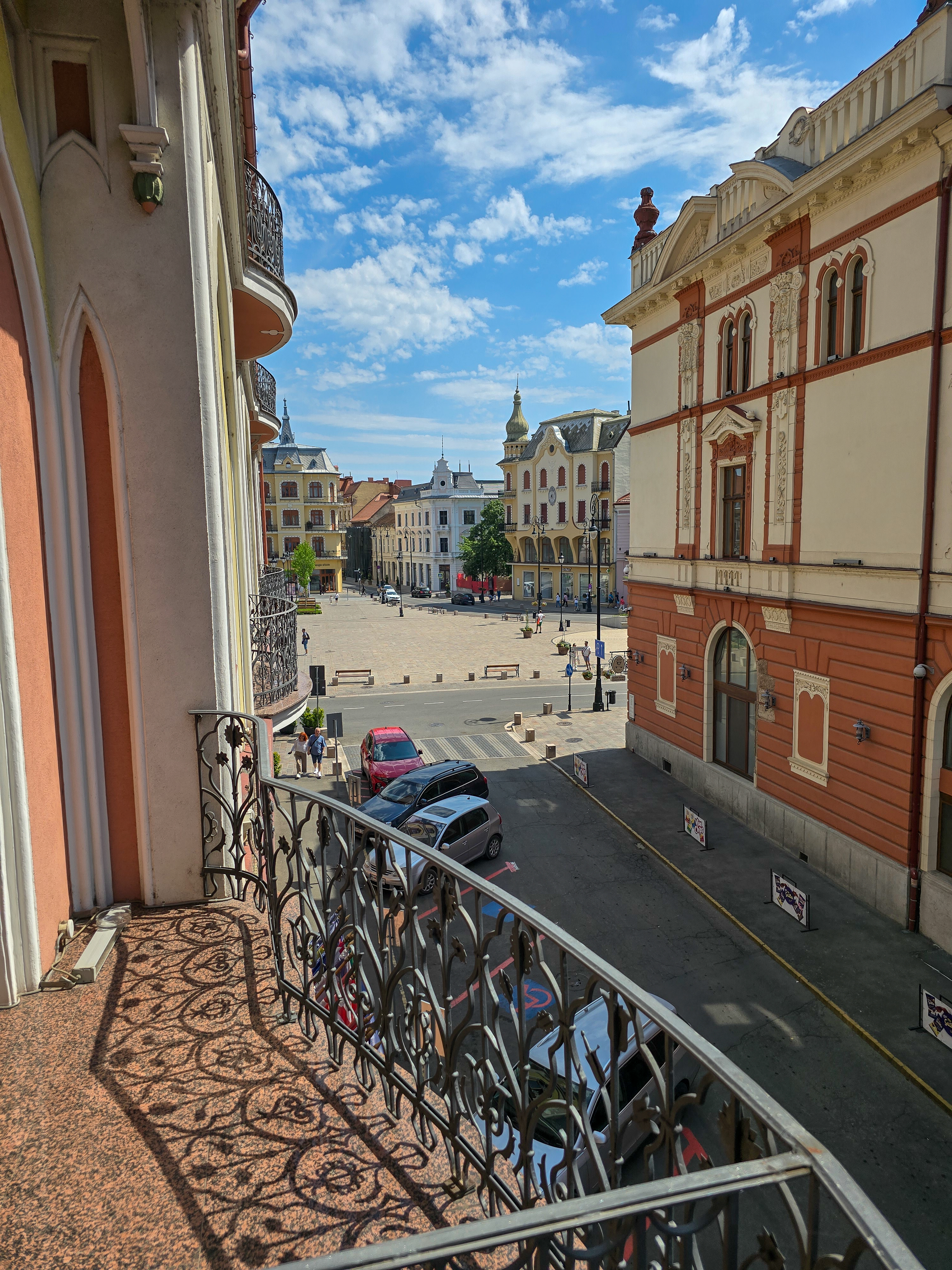
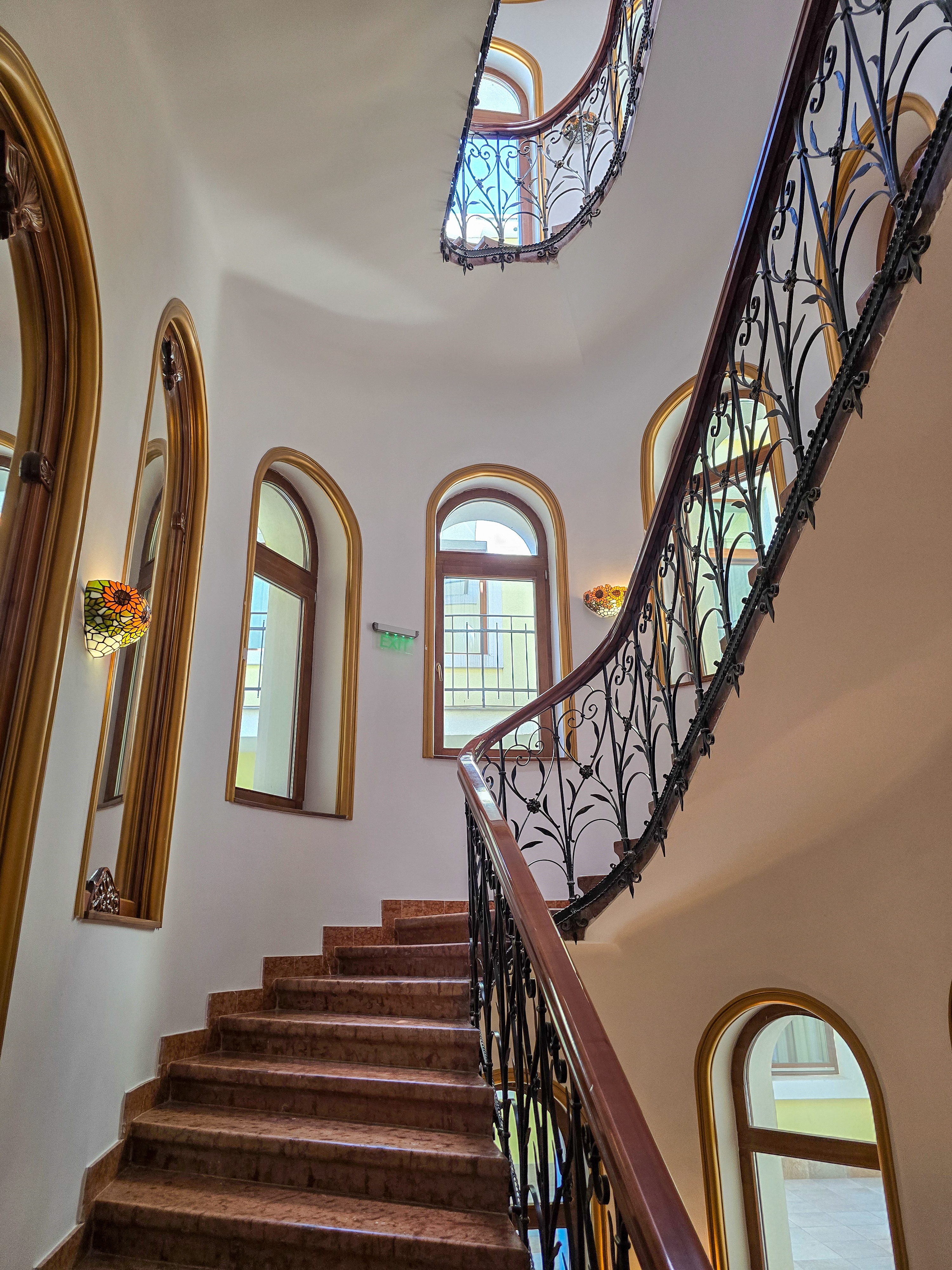
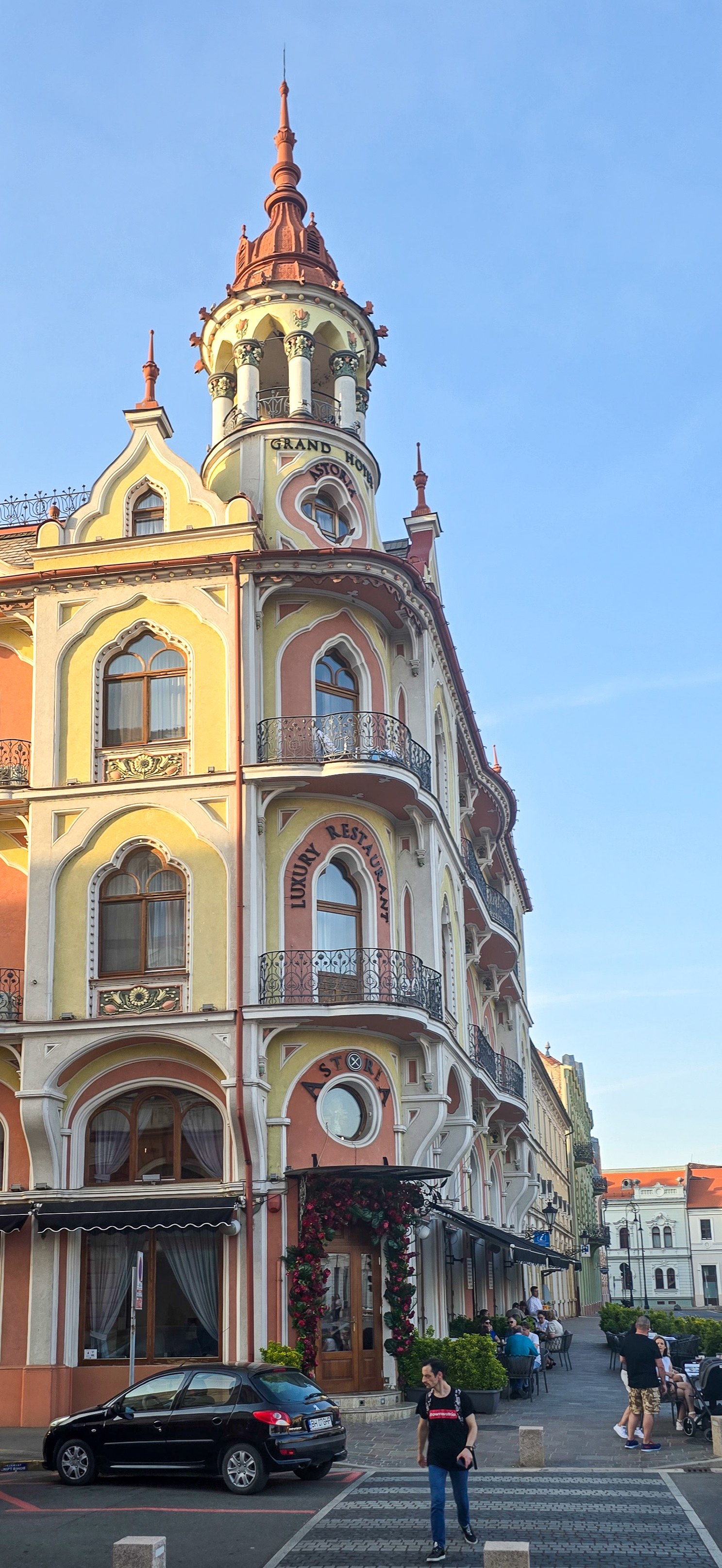
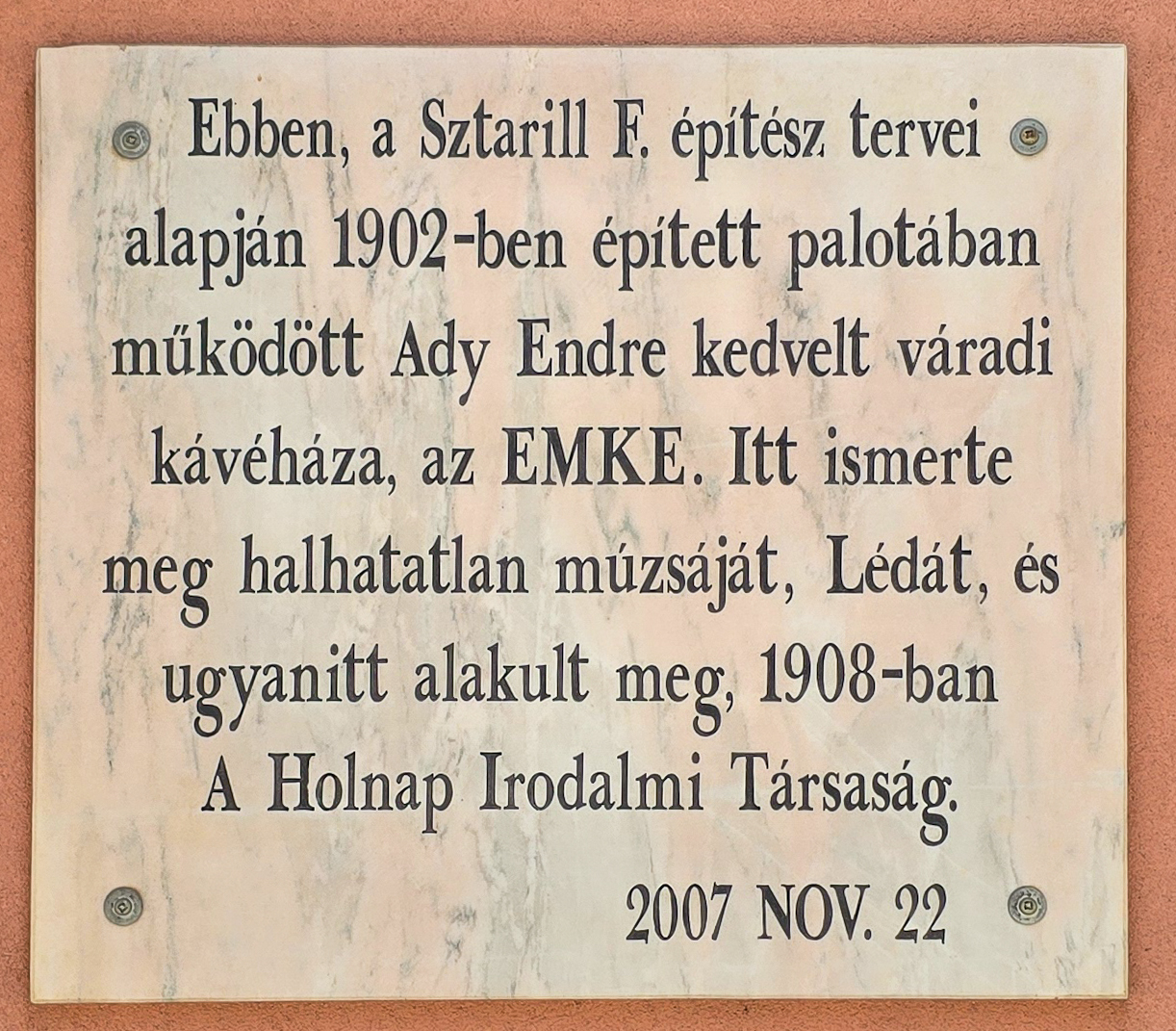
Emléktábla az Astoria Szálló falán

## Leírása
A Bémer tér (Piaţa Regele Ferdinand I) és a Szalárdi utca (Str. Teatrului) kereszteződésénél, az Állami Színház közelében áll a kétemeletes épület. A homlokzatán a historizáló, gótikus és a Lechner Ödön-féle szecessziós stílus elemei keverednek.